# 玉名市立玉南中学校
玉名市立玉南中学校（たまなしりつ ぎょくなんちゅうがっこう）は、熊本県玉名市伊倉北方にある公立中学校。

## 沿革
- 1947年4月1日 - 八嘉村立八嘉中学校、伊倉町立伊倉中学校創立
- 1949年 - 伊倉町八嘉村組合立玉南中学校創立
- 1954年 - 玉名市新設に伴い、玉名市立玉南中学校となる。